# 多田紗耶子
多田 紗耶子（ただ さやこ、1984年9月 - ）は、元福島テレビアナウンサー。
山形県出身。身長153cm。靴のサイズ22.5 - 23cm。血液型AB型。千葉県立千葉東高等学校、日本女子大学卒業。

## 略歴
- 1997年 - 中学生の時に千葉県に引っ越す。
- 2005年10月27日 - 大学在学中にtvkの情報番組｢みんなが出るテレビ」(以下・みんテレ)の女子大生リポーター。

みんテレでは眉毛が太かったことから「まゆ毛ちゃん」のニックネームを付けられた。
- 2006年3月 - 2007年4月 - としまテレビの｢池袋シネマ通り」のMC・リポーター・アシスタントとして活躍。
- 2007年4月 - 福島テレビにアナウンサーとして入社。
- 2012年3月 - 福島テレビを退社。
- 2014年5月 - 関西テレビアナウンサーの川島壮雄と結婚[2][3]。

## エピソード
- 豆乳・豆腐といった、ダイズが原料の食べ物が大の苦手（他にアセロラゼリー、梅味の飴やチューインガムも、嫌いな食べ物として挙げている）。
- みんテレを同時期に卒業した成嶋早穂（元東海テレビアナウンサー）、市野瀬瞳（フリーアナウンサー）と仲が良く、後輩リポーターの荒木麻里子（元静岡放送アナウンサー、池袋シネマ通りのリポーターの後輩。2007年10月から9ヶ月間アメリカへ留学していたが、2008年6月に帰国。同年9月に大学を卒業）が、尊敬する人のひとりに挙げているほどである。みんテレOGの松尾翠（元フジテレビアナウンサー）、宮前景（元タレント。元TBSラジオ954情報キャスター）は、大学の先輩にあたる。

## 過去の出演番組

### 学生時代
- みんなが出るテレビ (テレビ神奈川、2005年10月27日 - 2007年3月29日、女子大生リポーター）
- 池袋シネマ通り (としまテレビ2006年3月 - 2007年4月、MC・リポート・アシスタント）

### 福島テレビ入社後
- サタふく（2007年 - 、中継リポーター）
- 27時間テレビ（2008年、中継リポーター）
- タカアンドトシ・博多華丸・大吉のうまいもんデパート（北海道文化放送製作、リポーター。フジテレビでは2009年1月24日に『FNSソフト工場』で放送）
- FTVスーパーニュース（2008年3月31日 - 、月曜日 - 木曜日担当）
- FNSソフト工場　日本列島グッドジョブ大賞（2009年、リポーター）
- うつくしま情報局
- FTVニュース（不定期）